# Hokker
Een hokker is een enkelvoudige grote gasbrander die in de (groot)keuken wordt gebruikt voor de bereiding van voedsel in grote pannen zoals gamellen. In enkele gevallen werkt de hokker elektrisch. Het vermogen van de brander varieert, veel uitvoeringen produceren tussen de 5 en 15 kW. 
Op locaties waar geen vaste gas- en of elektra-aansluiting is kan ook een hokker worden toegepast, deze wordt dan met een gasslang en drukregelaar op een gasfles aangesloten. 